# Maximiliaan Emanuel in Beieren

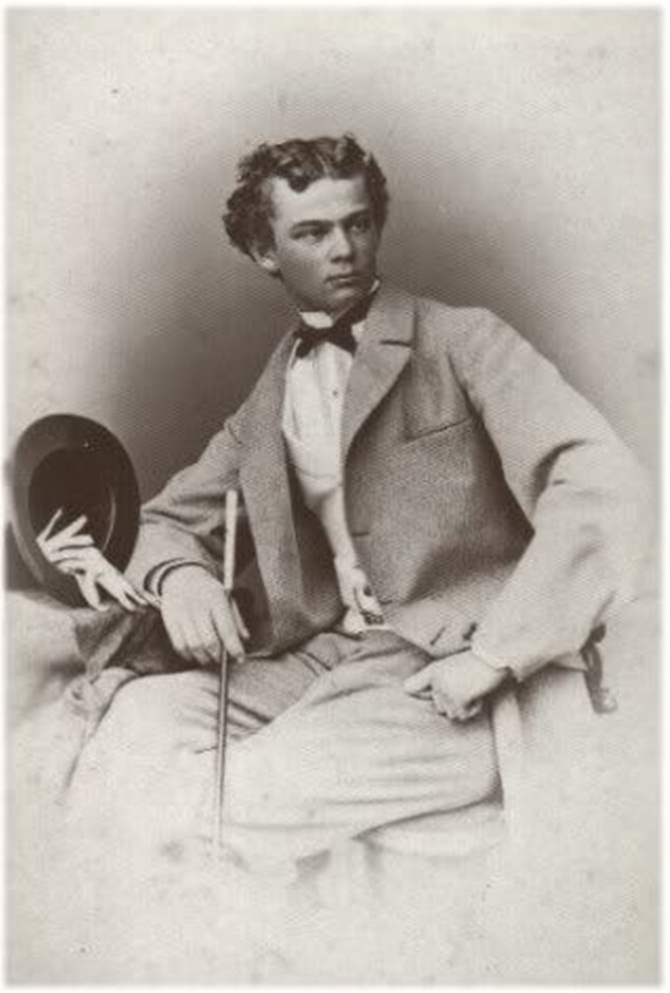
Maximiliaan Emanuel

Maximiliaan Emanuel (München, (Duitsland), 7 december 1849 – Feldafing, (Duitsland), 12 juni 1893), hertog in Beieren, was de zoon van hertog Maximiliaan Jozef in Beieren en diens echtgenote, hertogin Ludovika van Beieren.
Hij was de jongste uit een groot gezin. Hij was de jongere broer van keizerin Elisabeth van Oostenrijk-Hongarije. Maximiliaan Emanuel had een grote voorliefde voor het leger en werd dan ook op 16-jarige leeftijd militair.

## Huwelijk
Keizerin Elisabeth hielp haar broer bij het regelen van zijn huwelijk. Hij was namelijk geïnteresseerd in prinses Amalie van Saksen-Coburg en Gotha, de dochter van prins August van Saksen-Coburg en Gotha en prinses Clementine van Orléans. Leopold van Beieren was ook geïnteresseerd in prinses Amalie, maar Elisabeth regelde een huwelijk tussen Leopold en haar dochter Gisela. Het huwelijk tussen Maximiliaan Emanuel en Amalie werd in 1875 te Wenen voltrokken. Uit het huwelijk werden drie zonen geboren:
- Siegfried August Maximilian Maria (1876-1952), bleef ongehuwd
- Christoph Joseph Clemens Maria (1879-1963), in 1924 gehuwd met Anna Sibig (1874-1958)
- Luitpold Emanuel Ludwig Maria (1890-1973), bleef ongehuwd.

Hij stierf op 12 juni 1893 op 43-jarige leeftijd aan zware maagbloedingen.